# Больница для подкидышей

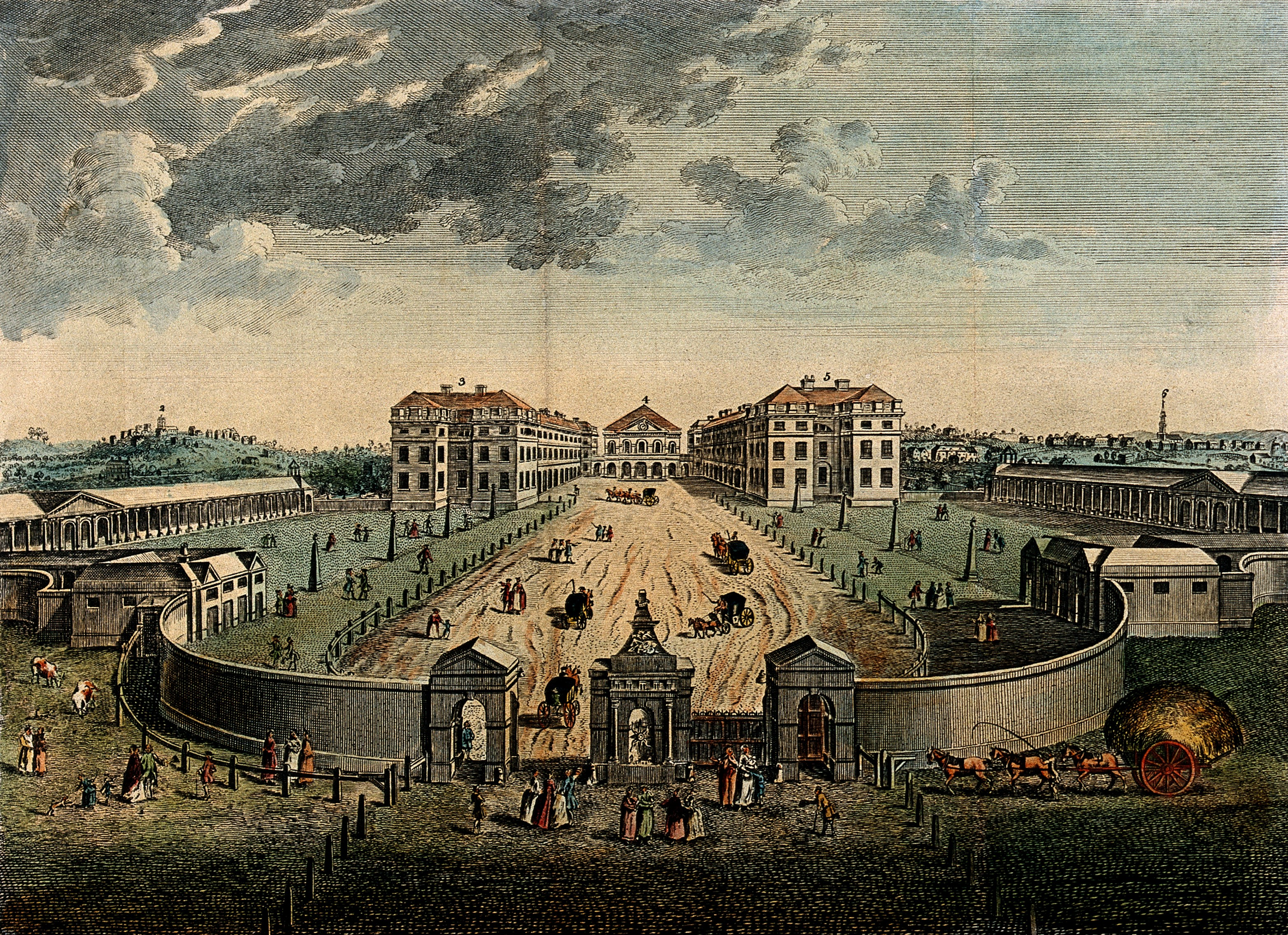
Больница для подкидышей на гравюре 1753 г.

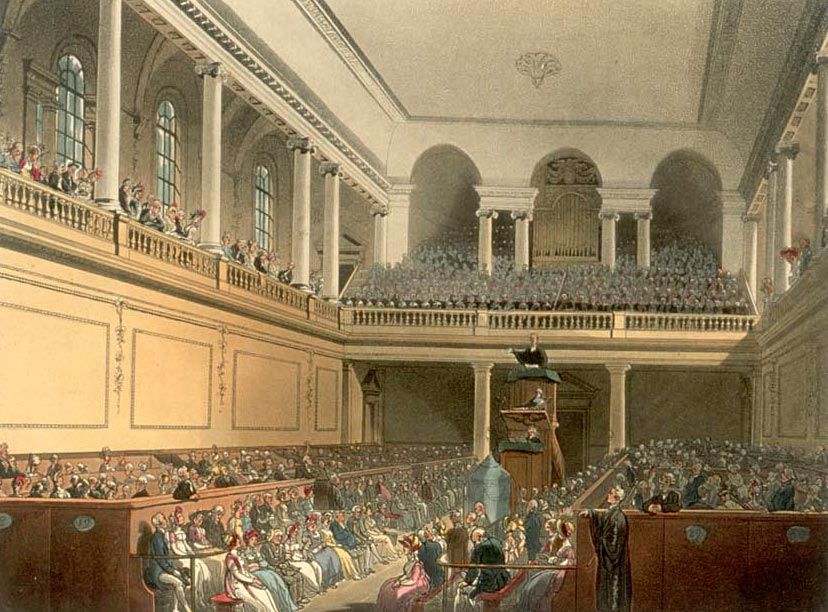
Часовня Больницы для подкидышей

Больница для подкидышей (англ. The Foundling Hospital) — приют для воспитания и содержания незащищенных и брошенных детей, основанный в 1739 году в Лондоне , Англия филантропом, капитаном Томасом Корамом. Считается, первой в мире благотворительной организацией. Служила, в основном, для размещения детей-подкидышей и детей-сирот, а также детей из бедных семей, матерей-одиночек, которые не могли обеспечить средства для существования своих отпрысков.

## История
Т. Корам обратил внимание на то, что в Лондоне очень много детей-сирот, за содержанием которых никто не нёс ответственности. Он был убеждён, что подаяние не помогает бедным, а, наоборот, ведёт их к ещё большей бедности. Корам утверждал, что бедные дети также нуждаются в образовании, особенно девочки, которые, если они станут матерями, будут образцами для подражания для своих собственных детей: «дать девочкам хорошее [sic] образование — огромное преимущество для их потомков, а также для общества».
Т. Корам задумал решить эту проблему и создать приют, после чего начал кампанию за то, чтобы королевская хартия стала основой для первой больницей (приютом) для подкидышей. Привлёк к инициативе многих видных сторонников своего дела, в том числе 17 герцогов, 29 графов, 6 виконтов, 20 баронов, 20 баронетов , 7 тайных советников, лорд-мэров и 8 олдерменов. Борьба за поддержку со стороны короля длилась почти 20 лет — только в октябре 1739 года король Великобритании Георг II подписал устав больницы «для содержания и обучения брошенных маленьких детей» .
В состав учредителей и совета директоров компании входили известные люди того времени, в том числе Чарльз Спенсер, 3-й герцог Мальборо, Фрэнсис Годольфин, 2-й граф Годольфин, композитор Георг Фридрих Гендель и художник Уильям Хогарт и другие.
В мае 1749 года композитор Гендель дал благотворительный концерт в часовне Больницы для подкидышей, для сбора средств, исполнив специально созданную им хоровую пьесу «Гимн для подкидышей». В 1774 году композиторы Чарлз Бёрни и Феличе Джардини предприняли безуспешную попытку создать при приюте государственную музыкальную школу.
Забота о детях в приюте была образцовой для того времени, однако около половины принятых детей умерло в первые пятнадцать лет после основания учреждения (при этом уровень младенческой смертности в обычных семьях бедняков тоже был очень высок). Хотя парламент постановил, что все младенцы, поступающие в учреждение, должны быть приняты под опеку, в результате чего больница для подкидышей была переполнена маленькими детьми, количество смертей резко возросло: из примерно 15 000 детей более 10 000 умерли за три года.
В 1920-х годах больница была переведена из Лондона в более здоровое место в сельской местности.
Позже учреждение стало «Детским фондом Томаса Корама», а художественные ценности фонда можно ныне увидеть в «Музее подкидышей».
- Эта статья (раздел) содержит текст, взятый (переведённый) из одиннадцатого издания «Британской энциклопедии», перешедшего в общественное достояние.